# 亞洲台新聞報道
《新聞報道》（英語：News Report），是由亞洲電視新聞部製作的直播新聞節目，於亞洲台播放。

## 歷史
前身是亞洲電視新聞財經頻道的《24新聞報道》。因配合亞洲電視數碼頻道重組，新聞財經頻道停播。原本佔新聞財經頻道一半時間以上的《24新聞報道》濃縮成四節，在2009年4月1日隨當時的亞洲高清台（即現時的亞洲台）啓播隨即開始播放，除了19:00一節新聞會每日播放外，其餘只限逢星期一至五（港股交易日）播放。
當時播放時間時間：
- 新聞報道
  - 11:00 - 11:30
  - 11:45 - 12:00
  - 15:30 - 16:00
  - 19:00 - 19:05（賽馬夜賽日）
- 七點鐘新聞
  - 19:00 - 20:00（非賽馬夜賽日）
- 夜間新聞
  - 23:30 - 23:55
- 2009年10月5日，《七點鐘新聞》及《夜間新聞》被《新聞830》所取代。
- 2012年3月5日起，由於港股交易時段改變，11:45一節將取消播放，15:30一節將提早播放至15:00播放。
- 2015年1月1日起，受欠薪事件影響，亞視新聞部決定即日起停播亞洲台《新聞報道》，加上11:30及15:30的《理財博客》亦停播，原時段改為11:00-12:00播出《小興安嶺深處》，並於15:00-16:00重播。

## 已結束播映時段
| 節目       | 播放時間      | 播放日期                    | 結束播映日期   |
| ---------- | ------------- | --------------------------- | -------------- |
| 新聞報道   | 11:00 - 11:30 | 星期一至五 （逢港股交易日） | 2014年12月31日 |
| 新聞報道   | 11:45 - 12:00 | 星期一至五 （逢港股交易日） | 2012年3月2日   |
| 新聞報道   | 15:00 - 15:30 | 星期一至五 （逢港股交易日） | 2014年12月31日 |
| 新聞報道   | 19:00 - 19:05 | 星期一至日 （賽馬夜賽日）   | 2009年10月5日  |
| 七點鐘新聞 | 19:00-20:00   | 星期一至日 （非賽馬夜賽日） | 2009年10月5日  |
| 夜間新聞   | 23:30-23:55   | 星期一至五 （逢港股交易日） | 2009年10月5日  |